# 2020년 선거 목록
2020년 선거 목록은 2020년에 치러진 선거에 대한 목록이다.
- 2020년 중화민국 총통 선거(1월 11일)
- 2020년 중화민국 입법위원 선거(1월 11일)
- 2020년 이스라엘 의회 선거(3월 2일)
- 2020년 대한민국 제21대 국회의원 선거(4월 15일)
- 2020년 대한민국 재보궐선거(4월 15일)
- 2020년 폴란드 대통령 선거(5월 10일, 연기됨[A])
- 2020년 도쿄도지사 선거(7월 5일)
- 2020년 벨라루스 대통령 선거(8월 9일)
- 2020년 싱가포르 총선(7월 10일)
- 2020년 자메이카 총선(9월 3일)
- 2020년 뉴질랜드 총선(9월 19일)
- 2020년 팔라우 대통령 선거(9월 22일, 1차[B])
- 2020년 누벨칼레도니 독립 국민투표(10월 4일)
- 2020년 키르기스스탄 총선(10월 4일, 무효[C])
- 2020년 뉴질랜드 총선(10월 17일)
- 2020년 볼리비아 총선(10월 18일[D])
- 2020년 몰도바 대통령 선거(11월 1일)
- 2020년 미국 대통령 선거(11월 3일)
- 2020년 미국 의회 선거(11월 3일)
  - 2020년 미국 상원의원 선거
  - 2020년 미국 하원의원 선거
- 2020년 몰도바 대통령 선거(11월 15일, 1차[E])
- 2020년 팔라우 대통령 선거(11월 3일, 결선[B])
- 2020년 미얀마 총선(11월 8일)
- 2020년 몰도바 대통령 선거(11월 15일, 결선[E])
- 2020년 가나 대통령 선거(12월 7일)